# Tuanfeng
Tuanfeng  (en chino, 团风; pinyin, Tuánfēng (escuchar)ⓘ) es un condado  bajo la administración directa de la Prefectura Huanggang en la Provincia de Hubei, República Popular China.  Su área es de 831 km² y su población total para 2010 superó los 330 mil habitantes. 

## Administración
Desde octubre de 2022, el  Condado Tuanfeng  se divide en 10 pueblos que se administran en 8 poblados y 2  villas.

## Toponimia
El topónimo Tuanfeng [/tuán-fəng/] se compone de los sinogramas Tuang (reunir) y Feng (viento), no hay consenso sobre la estructura y la etimología del nombre.  Se cree que el nombre proviene de la geografía local; el área está situada en una llanura cerca del río Yangtsé, donde los vientos (feng) del río  y de las montañas convergen (tuan).
Algunos estudios sugieren que Tuanfeng podría ser una deformación de palabras antiguas como Tuanfen (团坟, "túmulos agrupados"), por colinas cercanas al río.
Otra teoría sugiere que el nombre proviene de la confluencia de los ríos Jiuzhou (旧州) y Ganhua (感化), cuyas "aguas turbulentas" (湍沨 Tuānfēng
) al unirse al Yangtsé habrían dado origen del nombre. Por cercanía fonética, o forma más corta/común, evolucionó a la escritura actual 团风.
Dado que "velero" en chino es fengfen (风帆 barco de vela/barco de viento) y las condiciones del puerto son excelentes para la navegación, este lugar se convirtió en un punto de encuentro frecuente para embarcaciones. Así surgiría el nombre Tuanfeng «donde se reúnen (tuan) [barcos] de viento (feng)»

## Historia
Originalmente era parte del Condado Huanggang. En 1990 Huanggang se organizó como ciudad y se llamó Huangzhou. En 1995, el norte de  Huangzhou se separó, y con la aprobación del Consejo de Estado, se estableció Tuanfeng en diciembre de 1995.